# Hunfredo III de Torón
Hunfredo III de Torón (fallecido en 1173), fue señor de Transjordania e hijo de Hunfredo II de Torón, señor de Torón.
Se casó en 1163 con Estefanía de Milly, hija de Felipe de Milly, señor de Transjordania, convirtiéndose por el derecho de su mujer en señor de Transjordania en 1168.
En 1173 su principal fortaleza de Kerak fue sitiada por Nur al-Din, pero Hunfredo pudo obligarlo a retirarse. Ese mismo año Hunfredo murió.
Con Estefanía tuvo dos hijos:
- Hunfredo, que sucedió a su abuelo Hunfredo II como señor de Torón en 1179.[3] El señorío de Torón no paso a Hunfredo III debido a que había muerto en 1173.
- Isabel, se casó en 1181 con el príncipe Rubén III de Armenia.

Estefanía mantuvo el señorío de Transjordania y se volvió a casar después de su muerte.